# محوطه حسین‌آباد زرده کمر
محوطه حسین‌آباد زرده کمر مربوط به هزاره ۱و ۲ و سدهٔ ۶ ه.ق است و در شهرستان بیجار، روستای زرده کمر واقع شده و این اثر در تاریخ ۸ مرداد ۱۳۸۱ با شمارهٔ ثبت ۵۹۲۰ به‌عنوان یکی از آثار ملی ایران به ثبت رسیده است.